# Ilčo Naumoski
Ilčo Naumoski (mazedonisch Илчо Наумоски; * 29. Juli 1983 in Prilep) ist ein ehemaliger mazedonischer Fußballspieler.

## Karriere
Der gebürtige Mazedonier begann seine Karriere beim SV Stockerau und wechselte in weiterer Folge zum ASKÖ Klingenbach. Nachdem Naumoski Torschützenkönig in der Regionalliga Ost wurde, wurde er 2002 vom Grazer AK verpflichtet. Nach zwei relativ erfolgreichen Jahren bei den Roten Teufeln und einem Streit mit Trainer Walter Schachner ging er 2004 in die Türkei zu Malatyaspor, wo er nur drei Monate spielte. Nach drei Einsätzen wurde er zu Calcio Catania im Jänner 2005 in die italienische Serie B weiterverliehen, bestritt dort aber aufgrund von Transferstreitigkeiten kein Spiel. Seit Beginn der Saison 2005/06 spielt der Stürmer beim SV Mattersburg im Burgenland. Seine größten Erfolge waren der Meistertitel und Pokalsieg 2004 mit dem GAK. 2006 und 2007 erreichte er abermals das Pokalfinale mit dem SV Mattersburg, doch beide Spiele gingen gegen die Wiener Austria verloren.
Ilčo Naumoski spielte im mazedonischen Nationalteam. Er ist als streitbarer Spieler bekannt, der Auseinandersetzungen mit Spielern und Fans nicht scheut. Insbesondere für Anhänger der Wiener Vereine Austria und Rapid gilt er deshalb als rotes Tuch.
Nach dem Abstieg mit dem SV Mattersburg im Jahr 2013 verließ er seinen langjährigen Verein und wechselte noch in derselben Transferzeit nach Aserbaidschan zu Inter Baku und unterschrieb einen Vertrag bis Sommer 2014. Nach nur einem halben Jahr bei Inter Baku verließ er den Verein und wechselte zu Vardar Skopje. In seinem zweiten Spiel für den neuen Verein erlitt er einen offenen Schien- und Wadenbeinbruch sowie einen mehrfachen Bänderriss. Seine Karriere war mit dieser Verletzung vorbei, da er selbst nach mehreren Operationen nicht mehr schmerzfrei gehen konnte. Er begründete dies mit einer unsachgemäßen medizinischen Betreuung in Mazedonien.

## Titel und Erfolge
- 1 × Österreichischer Pokalsieger: 2004 (Grazer AK)
- 1 × Österreichischer Meister: 2004 (Grazer AK)